# Arthur Read
Arthur Timothy Read se trata de um tamanduá antropomórfico fictício criado por Marc Brown. Ele é o protagonista da série Arthur, estuda na 3.ª série e mora na cidade de Elwood City.